# Podenii Noi, Prahova
Podenii Noi este satul de reședință al comunei cu același nume din județul Prahova, Muntenia, România.
Așezarea este atestată documentar în 1437.
În 2011, satul avea 701 locuitori.